# Venetian Snares
Venetian Snares est un compositeur et disc jockey canadien de musique électronique. Connu pour ses musiques composées de mesures irrégulières (principalement 7/4), il se popularise au fil du temps dans de nombreux labels incluant  History of the Future, Isolate/DySLeXiC ResPonSe, Addict, Zod, Distort, Sublight, Low-Res, Planet Mu et Hymen. Venetian Snares collabore également à de nombreuses reprises avec des artistes comme Bong-Ra (qui a remixé quatre titres de Rossz Csillag Alatt Született), Doormouse, ou encore Speedranch (pour un album mélangeant noisecore et speedcore, Making Orange Things).

## Biographie
Venetian Snares, de son vrai nom Aaron Funk, naît le 11 janvier 1975, à Winnipeg, au Canada. Également connu sous les pseudonymes BeeSnares, Last Step, Puff, Senetian Vnares, Snares Man!, Ventriloquist Snakes, et Vsnares, Funk est l'un des musiciens les plus prolifiques de la scène breakcore.
Funk débute dans au label History of the Future, en 1999 avec l'EP intitulé Greg Hates Car Culture. Cet EP est suivi d'un album intitulé Salt au label Zhark International, et Fuck Canada/Fuck America avec Stunt Rock au label CLFST. Bien avant ces parutions, Funk enregistrait de lui-même ses compositions sur cassettes audio en 1992. Après l'écoute de Greg Hates Car Culture, Mike Paradinas signe immédiatement Funk à son label, Planet Mu,. Le premier vinyle de Venetian Snares au label Planet Mu, Making Orange Things (en coproduction avec Speedranch), parait au début de 2001, suivi, entre autres, de l'EP Shiver in Eternal Darkness au label Isolate, et Doll Doll Doll au label Hymen.
Il passe par la suite quelques années sous le pseudonyme de Last Step et collabore avec Joanne Pollock sur un vinyle intitulé Poemss. Aaron Funk revient sous le nom de Venetian Snares pour la parution d'un nouvel album, My Love Is a Bulldozer.

## Style musical
Son style musical est généralement bien accueilli, notamment par le futur disc jockey à cette période, John Peel. Venetian Snares est considéré avoir « réinventé » le breakcore et a inspiré de nombreux autres artistes du genre comme UndaCova, Xanopticon, Enduser et Datach'i. Venetian Snares compose ses musiques à l'aide de trackers ; il travaillait auparavant à but non lucratif sous OctaMED et Amiga 500. À un certain moment, avant début 2000, il commence à utiliser le PC et le port Windows d'OctaMED, MED Soundstudio.
Entre 2003 et 2005, il utilise Cubase en plus de MED. Le 24 mars 2006, il met en ligne une vidéo de sa chanson Vache (issue de l'album Cavalcade of Glee and Dadaist Happy Hardcore Pom Poms) jouant sur Renoise.

## Discographie
- 1997 : Fake : Impossible (cassette audio)
- 1998 : Spells (cassette audio)
- 1998 : Subvert! (cassette audio)
- 1999 : Greg Hates Car Culture (vinyle 7")
- 2000 : Fuck Canada / Fuck America (CDR limité en collaboration avec Stunt Rock)
- 2000 : printf("shiver in eternal darkness/n");
- 2000 : Salt (vinyle 12", EP de printf)
- 2000 : 7 Sevens Med E.P. (vinyle 7")
- 2001 : Defluxion / Boarded Up Swan Entrance (vinyle 7", édité à 500 exemplaires)
- 2001 : Hotf7 (vinyle 12", sous le nom Snaresman!)
- 2001 : Making Orange Things (en collaboration avec Speedranch)
- 2001 : Shitfuckers!!! (vinyle 7")
- 2001 : Songs About My Cats
- 2001 : Doll Doll Doll
- 2001 : Connected Series - volume 2 (vinyle 12" en collaboration avec Cex)
- 2002 : Higgins Ultra Low Track Glue Funk Hits 1972 - 2006
- 2002 : 237 0894 - Sorti sous le pseudonyme Vsnares
- 2002 : A Giant Alien Force More Violent and Sick than Anything You Can Imagine
- 2003 : Podsjfkj Pojid Poa / Oisdjoks (vinyle 7" en collaboration avec Phantomsmasher)
- 2003 : Winter In The Belly of A Snake
- 2003 : Find Candace
- 2003 : Nymphomatriarch (sorti sous le nom nymphomatriarch, projet en collaboration avec Hecate)
- 2003 : Leopards of Mass Destruction (vinyle 7" en édition limitée, sorti sous le nom Beesnares, en collaboration avec Fanny)
- 2003 : Badminton (vinyle 7" édité à 500 exemplaires)
- 2003 : Einstein-Rosen Bridge (vinyle 12" sorti en édition limitée)
- 2003 : The Chocolate Wheelchair Album
- 2004 : Skelechairs (vinyle 12" en collaboration avec Doormouse)
- 2004 : Moonglow (vinyle 7" édité à 500 exemplaires)
- 2004 : Horse and Goat
- 2004 : Huge Chrome Cylinder Box Unfolding
- 2004 : Infolepsy EP
- 2005 : Winnipeg is a Frozen Shithole
- 2005 : Rossz Csillag Alatt Született
- 2005 : Meathole
- 2006 : Cavalcade of Glee and Dadaist Happy Hardcore Pom Poms
- 2006 : Bhavani EP - sous le pseudonyme Last Step
- 2006 : Hospitality
- 2007 : Last Step - sous le pseudonyme Last Step
- 2007 : Pink + Green
- 2007 : Sabbath Dubs
- 2007 : My Downfall (Original Soundtrack)
- 2008 : Detrimentalist
- 2008 : Miss Balaton EP
- 2008 : 1961 - sous le pseudonyme Last Step
- 2009 : Filth
- 2009 : Horsey Noises EP
- 2010 : My So-Called Life[15]
- 2010 : Speed Dealer Moms EP (collaboration avec John Frusciante et Chris McDonald)[16]
- 2011 : Cubist Reggae
- 2012 : Affectionate
- 2012 : Fool the Detector
- 2012 : Sleep (sous le pseudonyme Last Step)
- 2014 : Poemss (collaboration avec Joanne Pollock)[17]
- 2014 : My Love Is a Bulldozer[10]
- 2015 : Your Face EP
- 2015 : Thank you for your consideration
- 2016 : Traditional Synthesizer Music
- 2018 : She Began to Cry Tears of Blood Which Became Little Brick Houses When They Hit the Ground